# Jean Mouttapa
 (juillet 2021).
Si vous disposez d'ouvrages ou d'articles de référence ou si vous connaissez des sites web de qualité traitant du thème abordé ici, merci de compléter l'article en donnant les références utiles à sa vérifiabilité et en les liant à la section « Notes et références ».
Jean Mouttapa, né en 1956 à Montpellier, est éditeur aux Éditions Albin Michel, et acteur des relations entre les cultures.

## Parcours d'éditeur
Né en 1956 à Montpellier, Jean Mouttapa est titulaire d’une licence de philosophie (université Paris 1 Panthéon-Sorbonne) et d’un DEA de droit public (université Paris-Est-Créteil-Val-de-Marne). 
Il entre en 1988 aux éditions Albin Michel pour y développer la collection « Spiritualités vivantes », fondée en 1946 par l’orientaliste Jean Herbert, et dirigée alors par Marc de Smedt. Au cours des années 1990, il rassemble les différentes productions des Éditions Albin Michel en matière religieuse (judaïsme, islam, traditions d’Orient) et développe largement le domaine chrétien. Le département Spiritualités ainsi créé est devenu le premier pôle d’édition religieuse appartenant à une maison non confessionnelle en France. Plus généralement, Jean Mouttapa édite aussi des essais et documents l’action humanitaire, les relations interculturelles, l’histoire de la Shoah, les relations entre sciences et religions, etc.
Parmi les auteurs contemporains dont il a été l’éditeur : Abd al Malik, Leili Anvar, Mohammed Arkoun, Marie Balmary, Lytta Basset, Maurice Bellet, Ali Benmakhlouf, Khaled Bentounès, Rachid Benzine, Jacques Berque, Abdennour Bidar, Dominique Bourel, Jacques Brosse, Jean-Claude Carrière, Catherine Chalier, François Cheng, Josy Eisenberg, Xavier Emmanuelli, Claude Geffré, Jean-Claude Guillebaud, Mireille Hadas-Lebel, Christian Jambet, Cyrille Javary, Alexis Jenni, Frédéric Lenoir, Victor et Salomon Malka, Abdelwahab Meddeb, Marc-Alain Ouaknin, Raimon Panikkar, Christine Pedotti, Pierre Rabhi, Christiane Rancé, Gabriel Ringlet, Émile Shoufani, Christiane Singer, Annick de Souzenelle, Adin Steinsaltz, Salah Stétié, Benjamin Stora, Ysé Tardan-Masquelier, Jean Vanier, Simon Wiesenthal, Jean-Pierre Winter, ainsi que les artistes Bang Hai Ja, Frank Lalou, Hassan Massoudy, Claude Mediavilla, Daniel Mesguich, S.H. Raza, Fabienne Verdier, Fan Zeng...
En 2006, il publie une première encyclopédie intitulée Histoire de l’islam et des musulmans en France du Moyen Âge à nos jours, dirigée par Mohammed Arkoun et préfacée par Jacques Le Goff, qui obtient un vif succès médiatique et commercial[réf. nécessaire]. L’ouvrage est ensuite repris en collection « La Pochothèque » au Livre de Poche.
En 2008, il lance l'idée d'une grande encyclopédie retraçant l'Histoire des relations entre juifs et musulmans des origines à nos jours. Après cinq ans de travail collectif, cet ouvrage de 1 200 pages, dirigé par Benjamin Stora et Abdelwahab Meddeb, auquel ont participé plus de cent auteurs universitaires de tous pays, paraît en 2013. Une version anglaise est dans le même temps publiée par les Presses universitaires de Princeton. 
En 2017, c’est une autre encyclopédie qui paraît après trois ans de travail collectif : Jésus. L’encyclopédie, dirigée par Joseph Doré, théologien et archevêque émérite de Strasbourg. Coordonné par Christine Pedotti, l’ouvrage rassemble en 850 pages les articles de soixante-dix exégètes, historiens et théologiens de sept pays, des philosophes, psychanalystes… Des « cartes blanches » sont offertes à des personnalités chrétiennes, juives, musulmanes, agnostiques et athées. 

## Engagement dans le dialogue interculturel
Chrétien engagé depuis longtemps dans le dialogue inter-religieux, il a collaboré pendant sept ans au mensuel Actualité des Religions, appartenant au groupe La Vie-Télérama, et organisé avec cette revue les premières (1996) puis les deuxièmes (1998) Assises du dialogue inter-religieux. Il a tenu ensuite une chronique dans cette revue devenue Le Monde des religions, et a collaboré ponctuellement à d’autres journaux (Information juive, Réforme, Témoignage chrétien…)
En 2002, il organise la partie française d’un voyage judéo-arabe à Auschwitz-Birkenau, lancé au Proche-Orient par le père Émile Shoufani, prêtre de Nazareth, Palestinien citoyen d'Israël. Il crée à cette fin l’association « Mémoire pour la Paix ». Ce voyage, soutenu par la Fondation pour la mémoire de la Shoah alors sous la présidence de Simone Veil, par la Ville de Paris et d’autres collectivités locales, rassemble en mai 2003 plus de cinq cents personnes venues d’Israël d’une part (300), de France et de Belgique d’autre part (220). Depuis cette expérience unique en son genre, Jean Mouttapa est souvent intervenu dans les relations entre juifs et musulmans de France. Il a notamment organisé la participation de musulmans aux célébrations annuelles du Yom HaShoah à Paris.
En 2008, il a été l’un des fondateurs du projet Aladin né en 2008 au sein de la Fondation pour la mémoire de la Shoah, puis devenu structure autonome en 2009. Il en a été administrateur jusqu’en 2017, et président de la commission livres, chargée notamment de sélectionner les ouvrages sur la Shoah à traduire en arabe et en farsi, et d’organiser la diffusion de ces traductions dans les pays musulmans.
Depuis son institution en 2017, Jean Mouttapa est membre du Conseil d’orientation de la Fondation de l'Islam de France. Celle-ci vise à répondre au défi de la connaissance : rendre intelligible auprès du corps social le fait religieux musulman tel qu’il se présente aujourd’hui en France et dans le monde, être un pont entre l’Islam et la République, substituer l’amitié civique aux peurs réciproques, et faire que les cinq millions de Français de religion ou de tradition musulmane se sentent pleinement citoyens.

## Œuvres
- Daniel Pons. Le chant d’un homme présent, La Table Ronde, 1990
- La Parole au cœur du corps (entretiens avec Annick de Souzenelle), Albin Michel, 1993
- Dictionnaire inattendu de Dieu, avec Jérôme Duhamel, Albin Michel, 1998
- Religions en dialogue, Albin Michel, 2002 (reprise en poche du titre Dieu et la révolution du dialogue : l'ère des échanges entre les religions, Albin Michel, 1996)
- Un Arabe face à Auschwitz : la mémoire partagée, Albin Michel, 2004